# Antonio Cano Correa
Antonio Cano Correa (Guájar Faragüit, Granada, 4 de febrero de 1909-Sevilla, 3 de julio de 2009). Fue escultor, pintor, escritor y catedrático de la Universidad de Sevilla.
Está considerado como uno de los escultores más importantes y representativos de la escultura contemporánea andaluza del siglo XX. Su creación artística se encuentra plenamente identificada con el nuevo Clasicismo Mediterráneo.
Su obra escultórica, de una marcada personalidad, pasa desde un figurativismo de corte novedoso, con unos profundos y robustos volúmenes, que van evolucionando hacia unas formas quasi informalistas, de gran interés plástico, con una clara tendencia a la esquematización formal.

## Biografía
Nació el 4 de febrero de 1909 en Guájar Faragüit, pueblo de la cornisa mediterránea granadina. Sus padres, de origen campesino, se trasladan al año siguiente a Granada capital, al barrio de San Lázaro, en donde pasó su niñez.
A los ocho años entró en el colegio del Ave María, en donde aprendió a leer y escribir, y en donde nació su afición a la música, formando parte de la banda del colegio dirigida por el maestro Ayala. En 1919, con diez años comenzó a trabajar por primera vez en su vida, en la vieja librería de Felipe Dorronsoro, en donde nació su afición a la lectura.
Con trece años, en 1922 entró a trabajar como aprendiz en el taller de esculturas religiosas de José Navas-Parejo en donde se inicia en el mundo del arte, y donde comenzó con las faenas más elementales como barrer el taller, limpiar las herramientas y hacer los recados, hasta moler colores, hacer pasta de madera, moldes de escayola y posteriormente, el manejo de la gubia y el cincel. Navas-Parejo tenía una gran biblioteca de arte, que le permitía consultar, iniciándose así en el conocimiento del Arte.
En 1923, con catorce años se traslada con su familia a vivir a Barcelona, donde estuvo trabajando en el taller de esculturas religiosas Casa Rius. También asistió a las clases nocturnas de la Escuela de Arte y Oficio de Barcelona en la que recibió clase de modelado del escultor catalán, Ángel Ferrant, con el que aprendió un nuevo concepto de la escultura, diferente al religioso. 
En 1927 regresó con su familia a Granada, y nuevamente entró a trabajar en el taller de José Navas-Parejo, realizando infinidad de esculturas religiosas, y en el que coincidió con escultores como José Gabriel Martín Simón y Antonio Martínez Olalla, con los que entabló gran amistad. Durante esta época asistía a clase por la tarde en la Escuela de Arte y Oficio de Granada y también a las clases nocturna de dibujo con modelo vivo que se daban en el Centro Artístico de Granada, en las que conoció al músico José María García Carrillo y al poeta Federico García Lorca al que recordaba como una persona sencilla, simpática y de una gran amabilidad.
En 1929, comenzó a realizar trabajos de esculturas religiosas de forma independiente en su taller, como la copia que realizó en 1931 de la Inmaculada de Alonso Cano a un tamaño mayor que el original y que se encuentra en el altar mayor de la Iglesia de Guájar Alto (Granada).
En 1932 consiguió una beca del Ayuntamiento de Granada para ampliar estudios en Madrid, a donde se trasladó, matriculándose en la Escuela Superior de Bellas Artes San Fernando de Madrid para obtener el título de profesor de dibujo, si bien, como dominaba la técnica de la talla, entró a trabajar en el taller del Cura, por lo que al no tener tiempo para asistir a clase, hizo los exámenes como libre. En Madrid, conoció a Valle-Inclán en la tertulia del Café Universal. También conoció a Pío Baroja, y a su hermano Ricardo. Asistió a la tertulia que tenía Eugenio d’Ors en su casa. En la Escuela conoció a Buero Vallejo, que estudiaba pintura. Durante esta etapa también comenzó a realizar esculturas figurativas.
En 1936 regresa a Granada para visitar a su familia, trayecto que realiza en tren con un billete de ida y vuelta, estallando la guerra civil, por lo que se tuvo que quedar en Granada.
Cuando finalizó la guerra, en 1939, volvió a Madrid con el mismo billete de ida y vuelta, para terminar la carrera, pero resultó que la escuela superior de BB AA de Madrid estaba cerrada debido a que había caído una bomba, por lo que se tuvo que ir a terminar la carrera a la escuela superior de BB AA de Valencia, en donde obtuvo el Título de Profesor de Dibujo. Volvió a Granada, entrando nuevamente a trabajar en el taller de Navas Parejo en donde conoció a la escultora Carmen Jiménez Serrano, con la que más tarde acabaría casándose.
Durante esta época realizó esculturas religiosas en el taller de Navas Parejo, entre la que destaca la del sayón conocida popularmente como el Verruga perteneciente a la cofradía de Jesús del Puente del Cedrón de Málaga, que está firmada por Navas Parejo, pero que fue diseñada y realizada íntegramente por Antonio Cano, en el Taller de Navas Parejo. Igualmente, por esta época ya se hizo autónomo y realizaba esculturas por su cuenta, mayormente religiosa ya que era donde había más trabajo debido a que al finalizar la guerra, la mayoría de iglesias se habían quedado sin imágenes y había que reponerlas. Realiza el San Lorenzo, el Jesús Nazareno y la Dolorosa, todas para su pueblo, Guájar Faragüit. Igualmente, realiza un Cristo crucificado en madera de pino policromada para la Exposición Nacional de Arte Sacro celebrada en Victoria, y al finalizar esta, lo donó a la iglesia de su pueblo, Guájar Faragüit. 
En 1941 realiza para la iglesia de Pulpí (Almería) un San Miguel a tamaño natural con la coraza dorada. En dicho año entra a trabajar como auxiliar de D. José Martínez Puertas, en la escuela de Arte y Oficio de Granada. Aquí conoce al pintor Gabriel Morcillo, con el que le uniría una gran amistad, al igual que con el pintor y profesor de dibujo D. Joaquín Capulino Jáuregui. Durante esta época comienza a simultanear la escultura religiosa con la escultura figurativa.
En 1942 realiza para la iglesia de Albuñol (Granada) la imagen de San Patricio. Por esta época realiza un Cristo Yacente en mármol de Carrala (Italia) y lo envía al concurso nacional de Esculturas de Bellas Artes obteniendo la Tercera Medalla en el año 1943. Este Cristo se encuentra en la actualidad en el cementerio de Castro del Río (Córdoba). Siendo alcalde de Granada, Antonio Gallego Burín, en 1943 le encargan a Antonio Cano la realización de un monumento a Alonso Cano, que lo modeló en la escuela de Arte y Oficio y que se ubicó en la plaza del Palacio Arzobispal, junto al sagrario de la Catedral y al lado de un magnolio.

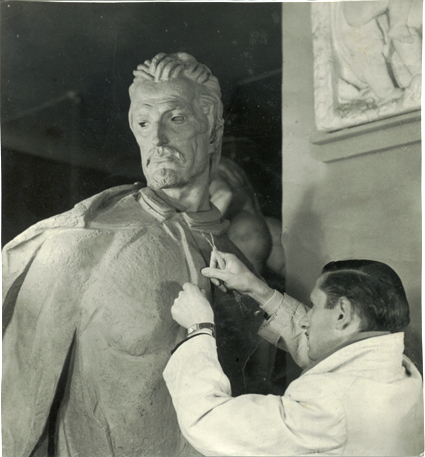
Antonio Cano modelando la figura para el monumento a Alonso Cano en Granada el 24-11-1943.

Por esta época, Antonio Cano abandona la escultura religiosa y comienza a realizar un tipo de esculturas con aires más renovadores, con un modelado personal, en el que la figura humana siempre será el tema principal. En esta época talló un torso de mujer desnuda en piedra negra que se encuentra en el Palacio de Carlos V de Granada.
En 1944 realiza el monumento al Sagrado Corazón de Jesús, en piedra de Sierra Elvira, y situado delante de la Ermita de Santa Ana en el pueblo Granadino de Atarfe. Este mismo año de 1944, contrae matrimonio con la escultora Carmen Jiménez Serrano, con la que tiene tres hijos, Antonio, Miguel Ángel y Mari Carmen.
En el año 1945 gana por oposición la plaza de Catedrático de Talla en la Escuela Superior de Bellas Artes Santa Isabel de Hungría de Sevilla, en donde fija su residencia. El primer trabajo escultórico que realizó Antonio Cano al instalarse en Sevilla fue la restauración de las doce esculturas de Sevillanos Ilustres, que coronan la fachada del Palacio de San Telmo que da a la calle Palos de la Frontera, en dirección al Hotel Alfonso XIII. Estas esculturas, realizadas por Antonio Susillo en 1895 por encargo de los Duques de Montpensier, se encontraban muy deterioradas y muchas de ellas estaban mutiladas desde la Guerra Civil, siendo restauradas por Antonio Cano en 1946. 
En 1947 realiza la escultura de Alfonso X el Sabio en aptitud orante para su sepulcro situado en la capilla Real de la Catedral de Sevilla. En 1948 establece como residencia de verano Punta Umbría (Huelva) en donde continúa con su labor creativa en los periodos de vacaciones, dedicándose mayormente a la pintura. En 1950 es becado por el Ministerio de Asuntos Exteriores Francés trasladándose a París para ampliar estudios. En 1952 se traslada a Roma, becado por el Ministerio de Asuntos Exteriores Italiano, para ampliar estudios.
En 1953 realiza el monumento a San Isidro Labrador en Madrid, que se encuentra situado en el antiguo Instituto Nacional de Colonización, que después pasó a ser el Ministerio de Agricultura y que se encuentra en el Paseo de la Castellana N.º 112 de Madrid.
En 1955 es nombrado académico correspondiente de la Real Academia de Bellas Artes de San Fernando de Madrid. Igualmente, en este mismo año es nombrado Socio de Honor del Círculo de Bellas Artes de Madrid.
En 1956 realiza parte de la ornamentación de las nuevas puertas que se abrieron en la Universidad de Sevilla (antigua Real Fábrica de Tabacos), entre las que destacan la portada de Derecho y la de Ciencias.
En 1956 concurre a la XXVIII Bienal Internacional de Arte de Venecia a la que envió dos obras, un desnudo de mujer en piedra artificial y un dibujo, ocurriendo que en el traslado de vuelta la escultura acabó hecha añicos, siéndole abonado el importe acordado con el seguro pero dicha obra se perdió para siempre.
En 1960, la fundación Juan March le concede una Beca.
En 1962 es nombrado Académico correspondiente por la Real Academia de Bellas Artes de Granada.
En 1963 el Ayuntamiento de Sevilla le encarga la realización de un grupo escultórico para la Plaza de Cuba del moderno barrio de los Remedios. Antonio Cano realizó el grupo escultórico titulado Muchachas al Sol, concebido con unas características conceptuales de una nueva figuración, que lo convirtió en el primer monumento moderno que se instaló en Sevilla lo que provocó una reacción contraria en los ambientes academicistas y conservadores de la época acompañada de una intensa campaña en los medios de comunicación conservadores, que provocó que fueran ubicadas por distintos espacios de la ciudad, hasta que en 1981 fueron instaladas en el lugar que ocupan hoy, La Glorieta de las Cigarreras, encontrándose perfectamente integradas en el patrimonio artístico de la ciudad. En este mismo año de 1963, Antonio Cano pasa a formar parte de la comisión de Monumentos Históricos Artísticos de Sevilla.
En 1964, gana por oposición la Cátedra en la Escuela Superior de Bellas Artes San Fernando de Madrid, a la que renuncia por permanecer en Sevilla.
En 1965 realiza los relieves de la portada de la Iglesia del Gran Poder. En este mismo año realiza la Medalla con la que la Academia de Bellas Artes de Sevilla premia a Artistas e Instituciones. Igualmente, en este año, Antonio Cano y su familia trasladan su residencia de verano a Torremolinos (Málaga) en donde continúa con su labor creativa en la época estival, dedicándose mayormente a la pintura.
En 1966 realiza los relieves de las Virtudes Teologales, instaladas en la portada de la iglesia del colegio de los Maristas en Sanlúcar la Mayor (Sevilla), así como los doce apóstoles en piedra caliza policromada que se encuentra en el interior de la iglesia.
En 1968 restaura la Virgen de la Peña de Puebla de Guzmán (Huelva). En 1971 realiza las esculturas de dos Hércules simétricos de mármol sobre columnas situadas en la Urbanización Nueva Andalucía de Marbella (Málaga). En 1972 finaliza el monumento a Juan Sebastián Elcano erigido en Sevilla. A partir de este año, Antonio Cano, con 65 años de edad y jubilado de su labor docente, se dedica de lleno a la pintura. En 1976 realiza la medalla de Federico García Lorca para la Fundación Rodríguez Acosta.
En 1990, Antonio Cano publica en ediciones Don Quijote su primer libro titulado Memorias Amarillas.
En 1991 el ayuntamiento de Granada le encarga y pinta, el retrato de Manuel Fernández Montesinos, último alcalde republicano de Granada, para realizar una galería de alcaldes de la ciudad. En este mismo año, la editorial Madrileña, Libertaria Produfi S A de Madrid, dirigida por Héctor Carrión, edita el libro titulado, Pinturas y breve biografía de Antonio Cano.
En 1992 el Ayuntamiento de Dos Hermanas (Sevilla) acuerda rotular una de sus calles con el nombre de Escultor Antonio Cano.
El escritor Manuel Orozco Díaz publica en ediciones Guadalquivir el libro titulado La Pintura de Antonio Cano.
También en este mismo año, el Ayuntamiento de su pueblo natal, Los Guájares (Granada) acuerda rotular una calle con el nombre de Escultor Antonio Cano Correa.
En 1994, el escritor granadino Manuel Orozco Díaz y la Caja de Ahorro La General de Granada publican el libro titulado Antonio Cano, pintor y humanista. En 1995, Antonio Cano escribe el libro, Granada en la Memoria publicado en editorial Guadalquivir de Sevilla, en la colección de bolsillo número 3.
En 1996, editorial Guadalquivir de Sevilla publica Cien dibujos de Antonio Cano, del que es autor Pietro Amato.
En 1997, el Ayuntamiento de Granada le concede la medalla de oro de la ciudad.
En 2001, Editorial Guadalquivir de Sevilla reedita de nuevo el libro escrito por Antonio Cano, Memorias Amarillas en la colección de bolsillo número 20.
En 2003, Antonio Cano escribe un libro de relatos titulado Mi Planeta Exotérico.
En 2004, escribe su primer libro de poesía titulada La Torre inclinada. Igualmente, en 2004, la Academia de Bellas Artes Santa Isabel de Hungría de Sevilla le concede la Medalla de Honor en la modalidad de Escultura y Pintura.
En 2005, la Academia de Bellas Artes Nuestra Señora de las Angustias de Granada le concede la Medalla de Honor.
El 3 de julio de 2009 falleció en Sevilla a los cien años de edad, a consecuencia de un paro cardíaco.

## Premios (Selección)
En 1943 obtiene la Tercera Medalla en el concurso nacional de Bellas Artes en la modalidad de esculturas con la obra Cristo Yacente realizada en mármol de Carrala (Italia).

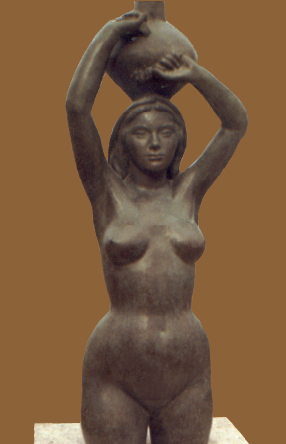
Muchacha del Cantaro con la que Antonio Cano obtuvo la segunda medalla en el concurso nacional de Bellas Artes en la modalidad de escultura en el año 1950.

En 1950, obtiene la Segunda Medalla en el concurso Nacional de Bellas Artes en la modalidad de esculturas con su obra Muchacha del Cántaro.
Igualmente, en 1950 obtiene el primer premio de Escultura en el concurso Nacional de Esculturas convocado por el Ministerio de Educación y Ciencia con la obra Maternidad.
En 1953 obtiene el primer premio en el concurso Nacional de Esculturas convocado por la Dirección General de Colonización, para erigir un monumento a San Isidro Labrador.
En 1954 obtiene la primera medalla en el Concurso Nacional de Bellas Artes en la modalidad de esculturas con su obra Relieve de San Martín.
El Friso de San Martín se encuentra actualmente en el Museo de Jaén.
En 1976 gana el primer premio del concurso convocado por la fundación Rodríguez Acosta de Granada para realizar una medalla de Federico García Lorca, medalla realizada en ese año de 1976.
En 1997, el Ayuntamiento de Granada le concede la medalla de oro de la ciudad. En 2004, la Academia de Bellas Artes Santa Isabel de Hungría de Sevilla le concede la Medalla de Honor en la modalidad de Escultura y Pintura. En 2005, la Academia de Bellas Artes "Nuestra Señora de las Angustias" de Granada le concede la Medalla de Honor.

## Exposiciones (Selección)
En 1928 participa en su primera exposición colectiva de esculturas celebrada en el Centro Artístico de Granada.
En 1929 participó en una histórica exposición Nacional organizada por Antonio Gallego Burín en la Casa de los Tiros de Granada en la que intervinieron, Picasso, Miró, Dalí, Solana, Vázquez Díaz, Juan Cristóbal, Gómez de la Serna y Ricardo Baroja, con el que mantuvo una gran amistad.
En 1932 realizó una exposición individual de esculturas en el Centro Artístico de Granada.
En 1949 participa en una exposición de Artistas Granadinos, organizada por el Ayuntamiento de Granada y celebrada en Madrid.
En 1956 concurre a la XXVIII Bienal Internacional de Arte de Venecia con dos obras, un desnudo de mujer en piedra artificial y un dibujo.
En 1972 participa en la exposición de Escultores Granadinos organizada por la Caja de Ahorros de Granada.
En 1973, participa en la exposición de Pintores y Escultores Sevillanos en la sala Urbis de Madrid.
En 1976, participa en la exposición de Pintores y Escultores Homenaje a Falla en la galería Passagalli de Madrid.
En 1977 participa en la Exposición colectiva en la Sede de la Unesco en París como Homenaje a Granada.
En 1978 participa en la Exposición de Pintores Granadinos en el Congreso Nacional de Libreros.
En 1979 participa en la exposición de Escultura y Pintura Andaluza celebrada en Moguer de la Frontera (Huelva). En este mismo año participa en la Exposición de Pintores celebrada durante el Congreso de Academias de Bellas Artes celebrado en Granada.
En 1980 participa en la Exposición individual de Pintura en la Sala de la Madraza de Granada, y en este mismo año también realiza otra exposición individual de pintura en la Escuela de Artes Aplicadas de Granada.
En 1981, participa en una exposición individual dentro del Ciclo de Escultores Granadinos organizado por la Universidad de Granada.
En 1982 participa en la exposición colectiva de Pintura homenaje a Murillo en la Facultad de Bellas Artes de Sevilla. Igualmente, en este mismo año participa en la exposición Escultores Andaluces de Hoy, organizada por la Consejería de Cultura de la Junta de Andalucía.
En 1983 participa en la exposición de Personajes Granadinos (Fotografías), organizado por la Fundación Rodríguez Acosta. En este año participa también en la exposición de Pinturas organizada por la Academia de Bellas Artes de Granada en homenaje a López Mezquita.
En 1984 participa en la exposición colectiva de Toros y Toreros organizada por el banco de Bilbao y celebrada en Madrid.
En 1985 participa en la exposición de pinturas homenaje al pintor Granadino Manuel Maldonado celebrada en la galería Laguada de Granada.
En 1986 participa en la exposición colectiva de pintura y esculturas en homenaje al escritor Manuel Ferrand organizada por la Facultad de Bellas Artes de Sevilla. Igualmente, este mismo año participa en la exposición colectiva de pintura homenaje a Álvaro Balbontín en la sala Álvaro de Sevilla.
En 1987 participa en la exposición colectiva de pintura homenaje al pintor Sebastián García Vázquez celebrada en la ciudad de Huelva. También, este mismo año participa en la exposición colectiva de dibujos celebrada en el colegio de arquitectos de Sevilla.
En 1988 participa en la exposición colectiva de pintura, Artistas Contemporáneos de Sevilla, organizada por la Caja de Ahorro de Granada y celebrada en Madrid y Granada. Igualmente, participa en la exposición colectiva de Esculturas al aire libre en los Jardines de la Casa de los Tiros de Granada. También, participa en la exposición colectiva de pintura sobre el Cante Flamenco celebrada en el palacio Permantin de Jerez de la Frontera (Cádiz).
En 1992 participa en la exposición individual retrospectiva de pinturas, esculturas y dibujos 1940-1991, celebrada en el Centro Cultural de la Caja de Ahorros, La General de Granada. También, en este año participa en la exposición colectiva de arte Granada ante el 92, organizada por la universidad de Granada y celebrada en el Hospital Real de dicha ciudad. También participa con dos dibujos en la Exposición Internacional de Arte, Trienal de Wroclaw de Polonia. Igualmente, concurre con tres cuadros a la exposición de Un siglo de pintura Granadina, en el centenario de Caja General de Ahorros de Granada.
En 1995 se celebra una exposición monográfica de sus pinturas organizada por la Universidad de Granada y celebrada en el Hospital Real y Palacio de la Madraza. También participa en la exposición colectiva homenaje a Antonio Gallego Burín en el centenario de su nacimiento y celebrada en la casa de los Tiros de Granada. Igualmente, participa también en la exposición colectiva El retrato visto por los pintores y escultores de la Real Academia de Bellas Artes de Sevilla.
En 2002, participa en la exposición individual de pinturas en el Centro Cultural San Antón, organizada por la Caja de Ahorros de Granada.
En 2004, participa en una exposición individual de Pinturas y Esculturas en el Centro cultural de la Almona (Dos Hermanas) organizada por el Ayuntamiento de Dos Hermanas, Sevilla.
Del 5 de marzo al 12 de abril de 2009 se celebró una exposición de Esculturas y Pinturas para conmemorar su centenario, organizada por la Fundación Caja Rural del Sur y celebrada en la Casa de la Provincia de Sevilla (Plaza del Triunfo, 1).

## Fallecimiento
Falleció el 3 de julio de 2009, en la Clínica Santa Isabel de Sevilla, a causa de un paro cardíaco, a los cien años de edad. Fue enterrado en el cementerio de San José en Granada, que está situado junto a su querida y añorada Alhambra.

## Obra
Antonio Cano Correa, Escultor, Pintor y Escritor se inició en el mundo del arte practicando la escultura, siendo en esta rama del arte donde ha cosechado sus mayores éxitos.
La evolución artística de Antonio Cano la podemos dividir en las siguientes etapas:
Etapa de Escultor, que va desde su inicio, cuando en 1922, entra a trabajar en el taller de Navas-Parejo hasta el año 1972, en que finaliza del Monumento a Juan Sebastián Elcano y con 64 años de edad, decide dejar la escultura, si bien todavía realizará algunos trabajos por encargo.
Etapa de Pintor, en que se dedica de lleno a la pintura, que va desde el año 1972 hasta el año 2002, si bien Antonio Cano comenzó a pintar en la década de 1950. 
Etapa de escritor, que va desde el año 1995 hasta el año 2005 y que simultanea con la pintura.
A continuación se relacionan algunas de las obras más destacadas de la producción escultórica y pictórica:

### Monumentos
- Monumento a Alonso Cano (1943)

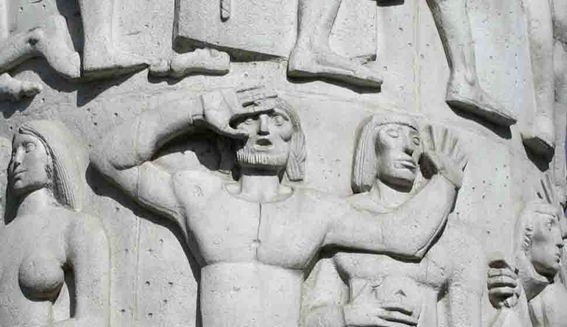
Detalle del Relieve de la Columna del monumento a Juan Sebastián Elcano de Sevilla, realizado por Antonio Cano en 1972.

Dimensiones: Altura total: 5 metros. Figura: 2,5 metros.
Técnica: Pedestal y figura: Piedra de Sierra Elvira. Cabeza y manos: Mármol de Carrala (Italia).
Lugar: Plaza del Palacio Arzobispal. Granada.
- Sagrado Corazón de Jesús (1944) .

Dimensiones: Altura total: 7 metros. Figura: 2 metros. Pedestal: 5 metros.
Técnica: Pedestal y figura: Piedra de Sierra Elvira (Granada).
Lugar: Delante de la Ermita de Santa Ana. Paseo de Santa Ana. Atarfe. Granada.
- Alfonso X El Sabio (1947)

Dimensiones: 2,5 metros de altura.
Técnica: Figura: Piedra caliza. Cabeza y manos: Alabastro.
Lugar: Capilla Real de la Catedral de Sevilla.
- San Isidro Labrador (1956)

Dimensiones: 2,8 metros.
Técnica: Piedra de Sepúlveda (Segovia). 
Lugar: Antiguo Instituto Nacional de Colonización. Ministerio de Agricultura. Avenida de Calvo Sotelo, 20. Madrid. 
- Ornamentación portada de la Universidad de Sevilla (1956)

Técnica: Piedra de Novelda (Alicante)
Lugar: Antigua Fábrica de Tabacos. Antigua Facultad de Derecho, Ciencias y Filosofía. Sevilla.
- Grupo escultórico Muchachas al Sol (1963).

Técnica: Piedra caliza.
Lugar: Plaza de las Cigarreras. (Los Remedios). Sevilla.
- Estatuas de Hércules sobre columnas (1971).

Dimensiones: Basamento: 2,5 metros. Columnas: 7 metros. Capitel: 0,90 metros. Figuras: 2,5 metros.
Técnica: Columnas: Mármol. Figuras: Piedra caliza. 
Lugar: Urbanización Nueva Andalucía. Puerto de Banús. Marbella. Málaga. 
- Juan Sebastián Elcano (1972) .

Dimensiones: Figura: 2,2 metros. Columna: 12 metros de altura y 2 metros de diámetro. Paramento semicircular: 2,5 metros de alto y 7 metros de ancho.
Técnica: Bronce y piedra caliza. 
Lugar: Glorieta de los Marineros. Sevilla.

### Esculturas religiosas
- Copia de la Inmaculada Concepción de Alonso Cano (1931).

Dimensión: Tamaño mayor del original.
Técnica: Madera policromada.
Lugar: Altar mayor de la iglesia de Guájar Alto. Granada. 

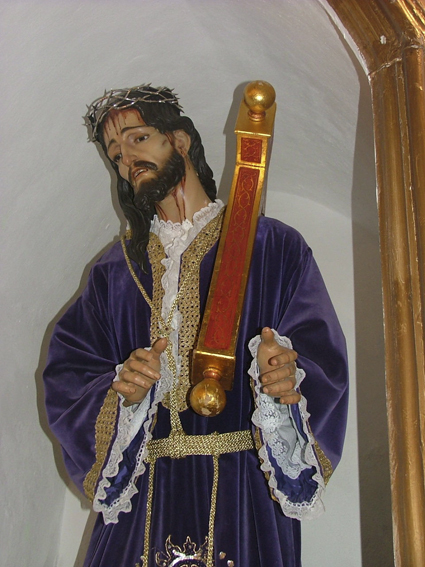
Jesús Nazareno de la Iglesia de Guájar Faragüit (Granada), realizado por Antonio Cano en 1939.

- Imágenes para la Iglesia de su pueblo, Guajar Faragüit (1939).

- San Lorenzo, patrono de Guajar Faragüit.
- Jesús Nazareno.
- La Dolorosa.
- Cristo Crucificado.

Técnica: Madera Policromada.
Lugar: Iglesia de Guájar Faragüit (Granada). 
- Imágenes para la Iglesia de Torrox (1940)
  - Jesús Nazareno.
  - Virgen de los Dolores.

Técnica: Madera Policromada.
Lugar: Iglesia de Torrox (Málaga).
- San Miguel Arcángel (1941).

Técnica: Madera de pino policromada.
Lugar: Altar Mayor de la Iglesia Parroquial San Miguel Arcánge. Plaza de la Libertad, 9. Pulpí (Almería).
- Cristo Yacente (1945) ].

Técnica: Mármol de Carrala (Italia).
Dimensiones: 2 metros.
Lugar: Cementerio de Castro del Río (Córdoba).
- Santa Bárbara (1961)

Técnica: Madera policromada.
Lugar: Altar Mayor de la Iglesia de Santa Bárbara situada en la Aldea Minas de Herrerías, La Puebla de Guzmán (Huelva). 
La imagen de Santa Bárbara fue encargada a Antonio Cano por el arquitecto de la Aldea Minas de Herrerías, Alejandro Herrero Ayllón.
- Apostolado (1967)

Técnica: Los doce apóstoles en piedra caliza policromada.
Lugar: Iglesia de los Maristas de Sanlúcar la Mayor (Sevilla).

### Esculturas abstractas
En los años 60, Antonio Cano realizó una serie de esculturas abstractas, realizadas con planchas de hierro recortadas con formas abstractas que vislumbran una figuración remota, con puntos de soldaduras y hendiduras geométricas y con veladuras coloreadas, que hacen de ellas, piezas sugestivas de un arte que ocupó durante esta época la mente de Antonio Cano.
- Figura Abstracta (1968).

Dimensiones: 70 x 20 centímetros.
Técnica: hierro. 
Lugar: Sevilla. Propiedad del Autor. 
- Forma abstracta (1968).

Dimensiones: 60 x 20 centímetros.
Técnica: hierro. 
Lugar: Sevilla. Propiedad del Autor. 
- Cabeza (1970).

Dimensiones: 60 x 60 centímetros.
Técnica: hierro. 
Lugar: Sevilla. Propiedad del Autor. 
- Ave Solitaria (1978).

Dimensiones: 60 x 65 centímetros.
Técnica: Chapa de hierro. 
Lugar: Sevilla. Propiedad del Autor.

### Esculturas figurativas
La figura humana es el tema principal de su arte. Busca las formas redondas, fuertes y voluminosas, pero a la vez con suavidad.
Más tarde, estas formas las acusará y deformará, creando una figuración propia de volúmenes ampulosos y macizos, acentuando rotundidades plásticas y buscando siempre el aplomo y la estabilidad, ocupando sus volúmenes, el espacio justo que le pertenece, no creando jamás desequilibrios e inestabilidades.
Su escultura evoluciona de un realismo a unas simplificaciones, que expresa con gran belleza estética, lo esencial del tema, llegando más tarde a unas deformaciones expresivas, doblegando la realidad a sus requerimientos estéticos, agrandando unas formas y empequeñeciendo otras.
- Torso de piedra negra (1941)

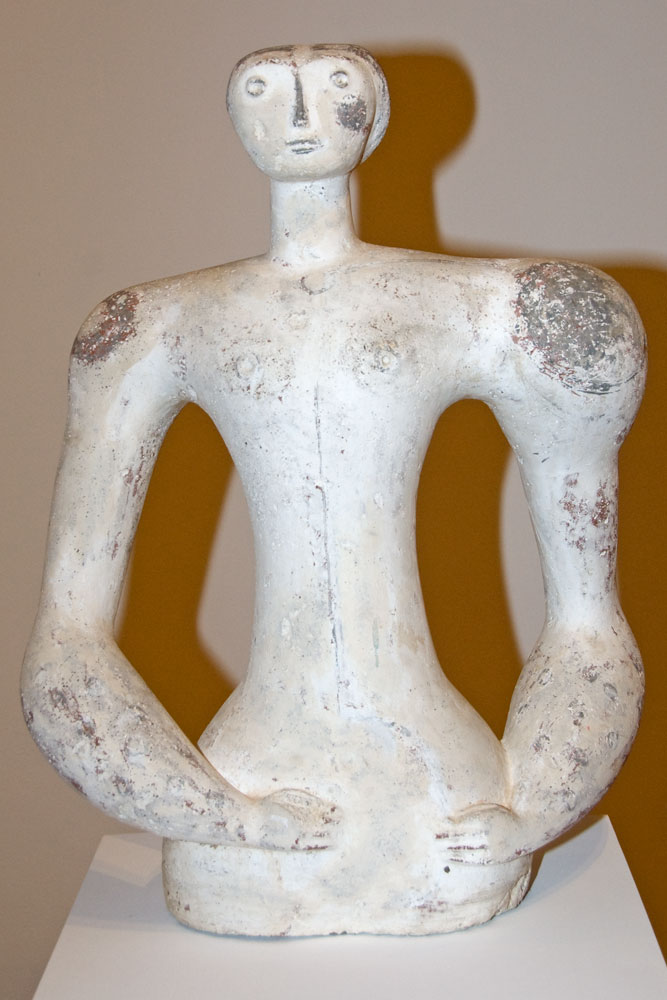
Torso. 1965.

Dimensiones: 80 centímetros de altura.
Técnica: Piedra negra. 
Lugar: Museo de arte Contemporáneo. Palacio de Carlos V. Granada. 
- Maternidad (1950)

Dimensiones: 90 centímetros de altura.
Técnica: Barro cocido. 
Lugar: Ministerio de Cultura. Madrid.
- Torso de mujer (1952)

Dimensiones: 80 centímetros de altura.
Técnica: Barro cocido. 
Lugar: Sevilla. Propiedad del Autor.
- La primavera (1959)

Dimensiones: 150 centímetros de altura.
Técnica: Escayola. 
Lugar: Sevilla. Propiedad del Autor.
- Muchacha del pañuelo (1963)

Dimensiones: 60 centímetros de altura.
Técnica: Barro cocido policromado. 
Lugar: Sevilla. Propiedad del Autor.
- Torso (1965).

Dimensiones: 75 centímetros de altura.
Técnica: Piedra artificial. 
Lugar: Sevilla. Propiedad del Autor.
- Maternidad-2 (1978)

Dimensiones: 135 centímetros de altura.
Técnica: Escayola. 
Lugar: Sevilla. Propiedad del Autor.

### Pinturas de Bodegones
- Bodegón del gallo (1975).

Dimensiones: 61 x 81 centímetros.
Técnica: Óleo sobre tabla. 
Lugar: Sevilla. Propiedad del Autor.

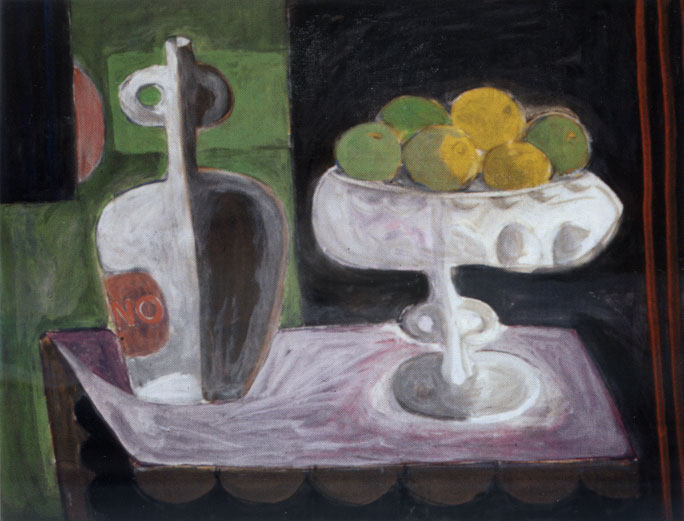
Fotografía del cuadro titulado "Bodegón Verde", pintado por Antonio Cano en 1989 con la técnica de Óleo sobre tabla.

- Bodegón con máscara de hierro (1993)

Dimensiones: 116 x 81 centímetros.
Técnica: Acrílico sobre lienzo. 
Lugar: Sevilla. Propiedad del Autor.
- Bodegón del candelabro (1980)

Dimensiones: 72 x 94 centímetros.
Técnica: Óleo sobre lienzo. 
Lugar: Sevilla. Propiedad del Autor.
- Bodegón azul (1989).

Dimensiones: 81 x 64 centímetros.
Técnica: Óleo sobre lienzo. 
Lugar: Sevilla. Propiedad del Autor.
- Bodegón Verde (1989).

Dimensiones: 65 x 80 centímetros.
Técnica: Óleo sobre tabla. 
Lugar: Sevilla. Propiedad del Autor.

### Pintura expresionista
Mujeres de Moguer (1973).
Dimensiones: 100 x 50 centímetros.
Técnica: Óleo sobre lienzo. 
Lugar: Sevilla. Propiedad del Autor.
- El Cacharrero (1973)

Dimensiones: 100 x 81 centímetros.
Técnica: Óleo sobre lienzo. 
Lugar: Sevilla. Propiedad del Autor.
- La última tarde (1977).

Dimensiones: 180 x 150 centímetros.
Técnica: Óleo sobre lienzo. 
Lugar: Sevilla. Propiedad del Autor.
- Planchadoras (1977)

Dimensiones: 130 x 99 centímetros.
Técnica: Acrílico sobre lienzo. 
Lugar: Sevilla. Propiedad del Autor.
- Mujer asomada a la ventana (1977)

Dimensiones: 130 x 99 centímetros.
Técnica: Acrílico sobre lienzo. 
Lugar: Sevilla. Propiedad del Autor.

### Pinturas figurativas
- El paragua de color (1973).

Dimensiones: 75 x 60 centímetros.
Técnica: Óleo sobre lienzo. 

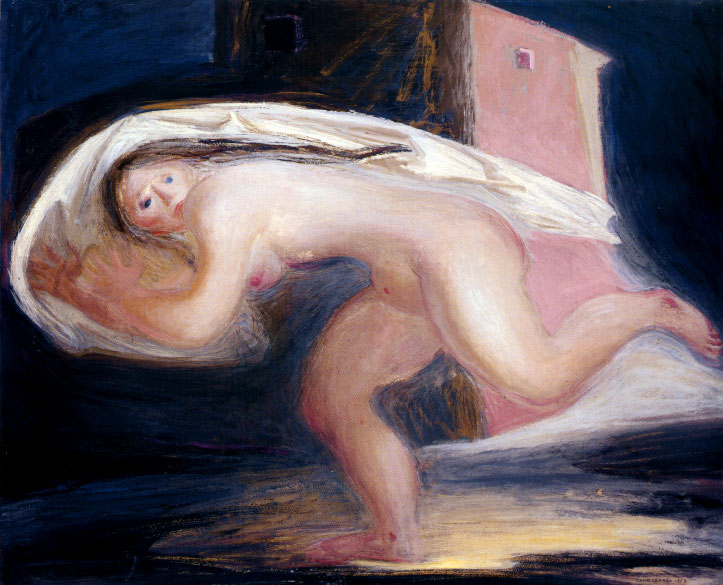
Fotografía del cuadro titulado "La música" pintado por Antonio Cano en el año 1973 con la técnica de Óleo sobre lienzo.

Lugar: Sevilla. Propiedad del Autor.
- Pierrot (1973)

Dimensiones: 100 x 81 centímetros.
Técnica: Óleo sobre lienzo. 
Lugar: Sevilla. Propiedad del Autor.
- La Música (1973).

Dimensiones: 81 x 99,5 centímetros.
Técnica: Óleo sobre lienzo. 
Lugar: Sevilla. Propiedad del Autor.
- Cruz de mayo (1977)

Dimensiones: 140 x 75 centímetros.
Técnica: Acrílico sobre lienzo. 
Lugar: Sevilla. Propiedad del Autor.
- Los Músicos (1977)

Dimensiones: 55 x 60 centímetros.
Técnica: Óleo sobre tabla. 
Lugar: Sevilla. Propiedad del Autor.
- Mujer desnuda con cántaro (1992).

Dimensiones: 60 x 100 centímetros.
Técnica: Óleo sobre tabla. 
Lugar: Sevilla. Propiedad del Autor.

### Pinturas Abstractas
En 1957, Antonio Cano realizó sus primeras abstracciones, cómo búsqueda de nuevas formas y expresiones plásticas, cuando todavía el Arte Abstracto no se había introducido en el Arte sevillano de aquella época.
Estos primeros cuadros pintados al óleo sobre panel, presentan una construcción a base de formas geométricas, que se definen a veces por una gruesa línea oscura.
A partir de 1972, Antonio Cano se dedica de lleno a la pintura, retomando nuevamente la abstracción, cómo un período de experimentación y descanso de su camino figurativo.
La colección de cuadros creados en esta época presentan una unidad formal con diferencias tonales y de matices.
La composición se fundamenta básicamente en la subdivisión del rectángulo del lienzo en una serie de rectángulos o estructuras geométricas internas, en donde residen formas planas y translúcidas con predominio de líneas secantes, creando un mundo biológico interno.
Estas formas sugieren piezas mecánicas no diseminadas, ya que poseen puntos de articulación y zonas de enlaces.
Posteriormente, Antonio Cano realiza una serie de Collages jugando con formas repetidas, en donde predomina el color.
En todas estas pinturas abstractas, el espacio está creado por la progresión de masas claras y masas sombrías, dotadas de una luz interior promovida por el mismo color.
Todo se despoja de su apariencia corporal, creándose ante nosotros otro mundo aparte y diferente de formas ambiguas, en donde predomina el color y la composición.
- Abstracción (1957)

Dimensiones: 57 x 57 centímetros.
Técnica: Óleo sobre tabla.

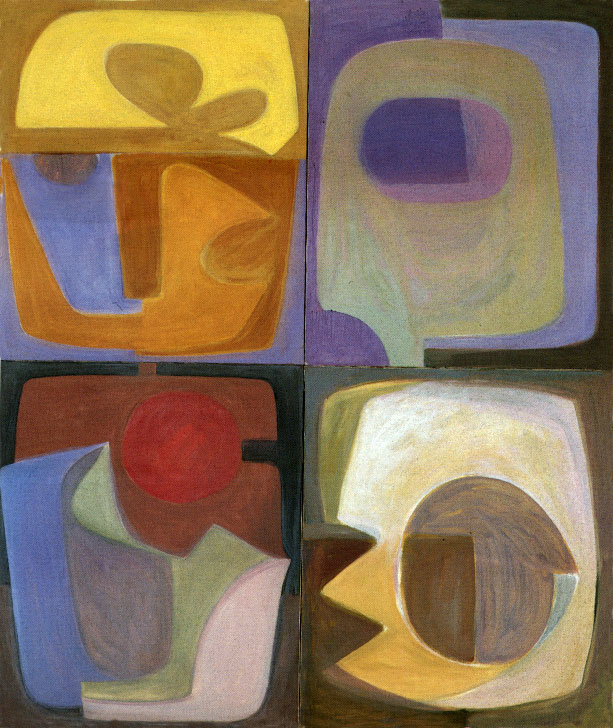
Fotografía del cuadro, "Abstracción sonora" pintado por Antonio Cano en el año 1978 con la técnica de óleo sobre lienzo.

Lugar: Sevilla. Propiedad del Autor.
- Abstracción sonora (1978).

Dimensiones: 200 x 165 centímetros.
Técnica: Óleo sobre lienzo.
Lugar: Sevilla. Propiedad del Autor.
- Composición abstracta (1991)

Dimensiones: 130 x 130 centímetros.
Técnica: Acrílico sobre papel.
Lugar: Sevilla. Propiedad del Autor.

### Literatura
- Memorias amarillas.

Ilustración de la portada de Antonio Cano Correa. 250 páginas.
Editorial Don Quijote. Granada. 1990. I.S.B.N.: 84-85933-75-3.
- Granada en la memoria.

Ilustración de la portada de Antonio Cano Correa. 167 páginas.
Editorial Guadalquivir. Colección de bolsillo número 3. Sevilla. 1995. I.S.B.N.: 84-8093-990-7.
- Mi planeta esotérico.

Ilustración de la portada de Antonio Cano Correa. 117 páginas.
Publicación particular. Sevilla. 2003.
- La torre inclinada.

Ilustración de la portada de Antonio Cano Correa. 96 páginas.
Publicación particular. Poesía. Sevilla. 2003.